# Léon Gauthier
Pour les articles homonymes, voir Gauthier.
Léon Marie Félix Gauthier, né le 18 janvier 1862 à Sétif en Algérie française, mort le 11 mars 1949 à Birmandreïs près d'Alger, est un traducteur français arabisant, spécialiste d'Averroès et Ibn Tufayl. Il a été professeur d'histoire de la philosophie musulmane à la Faculté des lettres de l'Université d'Alger.

## Biographie
Son père est juge au tribunal civil de Sétif. Léon Gauthier fait ses études au lycée d’Alger, en tant qu'élève interne. Il y fait la connaissance du photographe Jules Gervais-Courtellemont qui restera son ami. Sorti bachelier ès sciences et ès lettres (1879-1881), il étudie la philosophie à l'École supérieure des lettres en bénéficiant d'une bourse. Il y suit les cours de philosophie de Jules-Émile Alaux (sv), un disciple de Victor Cousin, les cours d'archéologie et d’histoire de René de la Blanchère, d'Émile Masqueray et d'Édouard Cat. Il obtient sa licence à l'université de Lyon en novembre 1883, puis obtient une bourse d'agrégation de philosophie de la Faculté des lettres de Paris, où il suit les cours de Paul Janet (1884-1886).
Il est professeur de philosophie au collège de Dole (1886) puis à Blois (1891) mais interrompt quelques années sa carrière enseignante pour raisons de santé. Il suit en 1895 le cours d'Octave Houdas à l'école spéciale des langues orientales (ESLO), se marie puis retourne dans son Algérie natale. Il devient professeur de seconde au collège de Blida (1895-1896), puis obtient le brevet de langue arabe d'Alger et devient professeur de lettres (français, histoire et géographie) à la médersa d’Alger (décembre 1896).
Alors qu'il prépare à l'École supérieure des lettres le diplôme de langue arabe, qu'il obtiendra en 1898, il fait la connaissance de son directeur René Basset, qui le charge l'année suivante d'un cours de philosophie. Il consacre son cours à Hayy ben Yaqdhân, le roman philosophique d'Ibn Thofaïl, dont il publie en 1900 une traduction qui reste une référence. Il publie ensuite à partir de 1905 des traductions du Discours décisif d'Averroès qui font également référence.
Léon Gauthier soutient une première thèse en Sorbonne en 1910, intitulée La Théorie d'Ibn Rochd (Averroès) sur les rapports de la religion et de la philosophie. Elle est publiée chez Leroux en 1909, ainsi qu'une thèse complémentaire consacrée à Ibn Tofaïl, sa vie, ses œuvres. Les deux thèses seront réimprimées chez Vrin en 1983.
Désormais titulaire d'une chaire, il publiera des articles de synthèse de ses travaux académiques, destinés à un public plus large public : Introduction à la philosophie musulmane, L’esprit sémitique et l’esprit aryen, La philosophie grecque et la religion de l’Islam (Leroux, 1923) ou « Scolastique musulmane et scolastique chrétienne » dans la Revue d'histoire de la philosophie, en 1928. S’y révèle un point de vue sévère sur l’islam, religion sombre et triste de la résignation devant l’incompréhensibilité de Dieu, qui contraste avec l’approche de Gervais-Courtellemont. Il prend sa retraite en octobre 1932. Il publie encore une synthèse sur Ibn Rochd (Averroès) aux PUF en 1948 peu avant son décès, puis un livre posthume sur La pensée musulmane à travers les âges, édité par Henri Pérès (bibliothèque de l’IESI d’Alger, t. VII, 1957).

## Travaux
Léon Gauthier a traduit et édité le Discours décisif d'Averroès, sous le titre Accord de la religion et de la philosophie, publié en 1905 puis , Alger, Carbonel, 1942, rééd. 1948 et réimpr., Vrin, 1983.
Il a aussi traduit le Hayy ibn Yaqdhan d'Ibn Tufayl, maître et ami d'Averroès en Al-Andalus au XIIe siècle, sous le titre Le Philosophe sans maître, publié à Alger en 1900 chez Fontana. Cette traduction a été rééditée en 1936 chez le même éditeur, en 1969 à Alger chez SNED, en 1983 à Paris chez Vrin puis en 1999, sous le titre Le Philosophe autodidacte aux éditions Mille et Une Nuits, dans une édition revue par Séverine Auffret et Ghassan Ferzli.

## Œuvres
- La racine arabe حكم et ses dérivés in Estudios de erudicion oriental, Zaragoza, 1904, p. 435-454 : Gallica - lire en ligne
- La Question indigène en Algérie et les Musulmans français du Nord de l'Afrique, Alger, 1906 (lire en ligne sur Gallica).
- La Théorie d'Ibn Rochd (Averroès) sur les rapports de la religion et de la philosophie, Paris, Édition Ernest Leroux, 1909.
- Ibn Rochd (Averroès), Paris, PUF, 1948, coll. « Les grands philosophes », 283 p.lire en ligne sur Gallica

## Traductions
- Ibn Rochd (Averroès) (trad. Léon Gauthier), Accord de la religion et de la philosophie, Alger, 1905 (lire en ligne).
- Hayy Ben Yaqdhân. Roman philosophique d'Ibn Tofaïl. Traduction de Léon Gauthier. Imprimerie Orientale, Alger, 1900 [lire en ligne].